# 彭昭
彭昭（1428年—？），字景輝，直隸河間府獻縣人，明朝政治人物。天順庚辰進士，官監察御史。

## 生平
順天府鄉試第五十九名。天順四年（1460年）庚辰科會試第一百十七名，殿試登進士第三甲第九十二名。官至監察御史。

## 家族
曾祖父彭聚。祖父彭友信。父亲彭仕敬。